# 金石水管橋
金石水管橋（かないしすいかんきょう）は、埼玉県秩父郡長瀞町井戸と同本野上の間で荒川に架かる長瀞町道幹線26号の橋（水道道路併用橋）である。

## 概要
金石水管橋は地元の児童が書いた作文を基に具体化され、1978年（昭和53年）起工、1981年（昭和56年）に竣工した橋で、荒川河口から107.8 kmの地点に架けられている。橋長157.50メートル、総幅員3.20メートル、有効幅員2.0メートル（管理用歩道）、最大支間長52.5メートルの3径間鋼連続箱桁橋である。支間割りは52.1メートル、52.5メートル、52.1メートルで、中央径間がやや長くなっている。橋の高さ（桁下高）は荒川の水面から18.0メートルである。皆野・長瀞水道企業団が橋を管理している。
長瀞町の荒川を隔てた東部と西部を結ぶ橋の一つで、地域住民の生活道路の他、長瀞観光にも利用される橋でもあり、町内では人が渡れる橋としては最も上流側（南側）に位置している。下流側に埼玉県道287号長瀞児玉線の高砂橋がある。
また金石水管橋という名が示す通り、付帯設備として井戸側より本野上側へ水道水を送る内径350ミリメートルの水道本管を下流側に併設し、荒川を横断する水道橋（水管橋）の役割も持ちあわせている。両岸とも河岸段丘になっていて荒川の低水路と段丘崖上の段丘面の高低差が大きいため、勾配を延々と上る様なアプローチ区間を設けることなく右岸側と左岸側を直接結んでいる。橋面は緩いアーチ状の縦断曲線を持つため両岸側より中央部がやや高くなっている。歩行者および自転車専用の橋（人道橋）で橋の両詰に車止めが設置されている。また、当橋に関する石碑や詳細なデータを記した説明板が設置されている。

## 歴史

### 金石の渡し

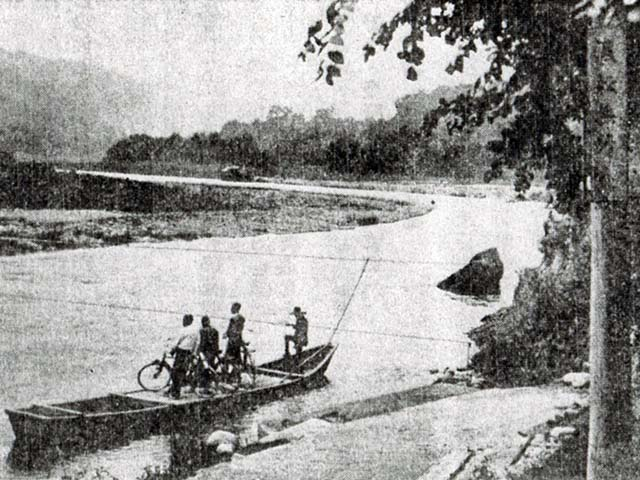
皆野の大浜の渡し（参考画像）金石の渡しもこのような繰り船を運行していた。

仮橋の仮設作業（1960年頃）

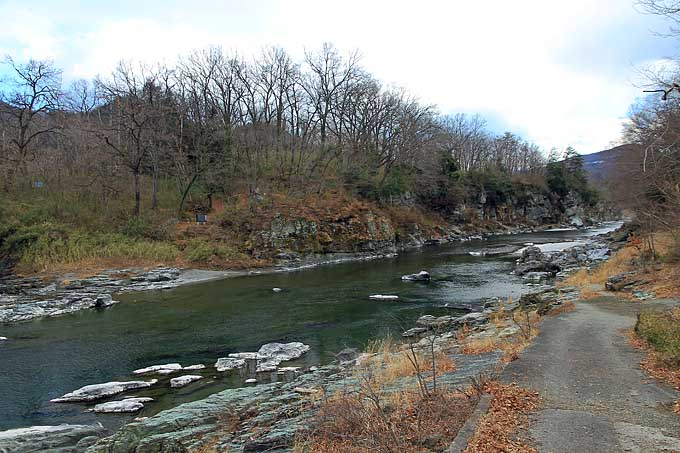
金石の渡し跡。

橋が開通する以前は「金石の渡し」と呼ばれる秩父郡本野上村下野と同井戸村中郷金石を結ぶ村道に属し、船1艘を有する私設の渡船場（作場渡）であった。
渡船場の場所は現在の金石水管橋のやや上流側にあり、約200年前である1790年（寛政2年）頃より渡船場の運営が行われ、荒川水系に数多く存在した渡船場の中で最後まで残っていた渡船場であった。
使用された船は付近の荒川の流速が速いため、両岸に渡船係留鉄線と繰り綱（何れも針金製）を張り、その鉄線に滑車を取り付けて綱で船に結び、繰り綱を船頭が手で繰ることで対岸とを行き来する繰り船である。定員は20名ほどで人の他、自転車や牛馬の乗船も出来た。渡船場を通過する荒川遊船（現在の荒川ライン下り）に支障しない様にするために鉄線は高めに張られた。
上流より荒川遊船の船が渡船場に差し掛かる場合は、遊船の方を優先するため渡船の運行は抑止され、遊船の船が通過するのを待った。荒川遊船にとって渡船場の鉄線や繰り綱は障害物で、船頭は竿を操って繰り綱を押し上げながら通過したが、船に引っ掛けて切ってしまうこともあった。大雨やダムの放流などによる荒川の増水で渡船の運行が危険な時は、井戸地区により舟揚げを行い、船頭小屋も同時に安全な場所に移動され、鉄線は鯱台（巻き上げ機）で巻き上げた。この作業は夜間の危険の多い中であっても行なわれた。渡船が運休で利用できない時はおらく橋（高砂橋）が出来るまでは皆野の親鼻橋まで迂回しなければならなかった。渡船の利用は付近の製糸工場や織物工場への交通手段や燃料の薪やボヤ（細い枝）、織物の材料の繭などの物資の運搬で賑わっていたが、晩年は主に付近の小学校へ通う児童の通学路として機能していた。
1926年（大正15年）までは専属の船頭が渡船の運営を務めていたが、それ以降の船頭番は村人の輪番制で井戸地区の上郷・中郷、および風布の住民が渡船を朝6時から午後6時までの時間帯で運営する様になった。渡船料は住民は無料であったが、年一回船穀と称して白鳥・野上地域の住民より麦米などの穀物を徴収した他、樋口・上長瀞の地域より思召と称した小額の寄付金を集めていた。住民以外の利用は1人2銭、自転車は5銭を徴収した。また、船頭小屋は井戸側に所在し、船頭専用の耕地（船頭畑）もそこに併設され、そこで耕作もしていた。船頭小屋は1926年（大正15年）頃まで駄菓子などの売店でもあった。
冬場の減水期である11月下旬から3月上旬までは渡船の運行が困難なため、丸太や藤蔓を用いた木組みの長さ15間（約27.3メートル）幅4尺（約1.2メートル）の砂利や砂を橋面に盛った土橋の仮橋を地域の輪番で架設していた。
仮橋の架設及び撤去は井戸側で六分、野上側で四分と作業量を決められていた。
井戸側では上郷・中郷に下郷の地区も加わり輪番で作業し、風布地区は仮橋の架設に必要な橋材を提供した。また、野上側では下野・上宿・中宿・下宿地区が輪番で作業した。
大正時代までは現在の水管橋の位置に牛や馬も通れる本格的な土橋を3日かけて架けていたが、昭和時代は渡船場の位置へ変更されて土橋は止め、半日もあれば仕上がる橋面に板を渡した板橋に簡素化された。また、橋材を組むための藤蔓は針金に替わった。この仮橋は冬場でも突然の増水により急遽撤去し、年二回架けた年もあった。
1951年（昭和26年）頃渡船が野上町道51号に編入され、町営化されたことにより渡船の運営は野上町（現、長瀞町）の町費により賄われたため渡船料は無料化された。使用する船は交通需要に応じて定員10名になり、乗船は人および自転車に限定された。渡船の要員は引き続き井戸・風布地区の住民に委任された。昭和40年代以降は午前7時から午後5時までの運行となり、仮橋の架設は住民から特定の作業者を予め決めて委託した。
1975年（昭和50年）に上流の砂利採取に起因する河床低下に伴い、川底が岩盤化したことにより橋杭を打ち込むことが出来なくなったことから、冬季の仮橋は廃止され、渡船の運行が学期末まで延長されるようになり、それ以降は翌年3月末の渡船始めまで、渡船の運行が不能な場合と同様に下流の高砂橋へ迂回した。
荒川において最後の渡船場であった金石の渡しは、1981年（昭和56年）に下流側に金石水管橋が開通したことにより惜しまれつつ廃止され、荒川舟運の長い歴史に終止符が打たれた。渡船場小屋の基礎や鉄線を巻き上げる鯱台が残されている他、両岸にある渡船場への道も現存している。また、水神宮が両岸にそれぞれ1基、1990年（平成2年）3月井戸上郷地区により設立された金石の渡しの記念碑が右岸側に所在する。

#### 金石渡船の状況
晩年の金石渡船の状況は下表のとおりである。
| 年次   | 舟揚げ 回数 | 仮橋架け （渡船終わり） | 仮橋外し （渡船始め） | 渡船延日数 | 備考                   |
| ------ | ----------- | ----------------------- | --------------------- | ---------- | ---------------------- |
| 1966年 | 9           | 11月27日                | 3月3日                | 195        |                        |
| 1967年 | 4           | 11月25日                | 4月2日                | 210        |                        |
| 1968年 | 6           | 11月28日                | 3月17日               | 212        |                        |
| 1969年 | 6           | 11月28日                | 3月30日               | 228        |                        |
| 1970年 | 4           | 12月2日                 | 2月9日                | 245        | 新造船進水（6月13日）  |
| 1971年 | 5           | 11月30日                | 3月14日               | 187        |                        |
| 1972年 | 4           | 11月25日                | 3月26日               | 197        |                        |
| 1973年 | 6           | 12月2日                 | 4月5日                | 223        |                        |
| 1974年 | 4           | 12月1日                 | 3月17日               | 150        | 新造船進水（10月22日） |
| 1975年 | 4           | 12月24日                | 3月23日               | 257        | 仮橋架け廃止           |
| 1976年 | 6           | 12月24日                | 3月28日               | 214        |                        |
| 1977年 | 6           | 12月24日                | 4月6日                | 211        | 台風のため船頭小屋流失 |
| 1978年 | 5           | 12月23日                | 4月8日                | 237        |                        |
| 1979年 | 7           | 12月24日                | 4月16日               | 210        | 新造船進水             |
| 1980年 | 5           | 12月24日                | 4月8日                | 238        | 金石渡船廃止           |

### 橋の架設まで
橋の構想は白鳥村より昭和橋として1928年（昭和3年）にはあった模様で、渡船場の地点より200メートル上流側の位置に長さ33間（60メートル）、幅9尺（2.7メートル）の橋を架設する計画で請願書が11月10日に提出されたがこの請願書による橋の架設は実現されなかった。
1955年（昭和30年）5月下旬両岸より張られていた船を吊る鉄線が突然切れ、児童を乗せた船が長瀞の急流に流される事故が発生した。コントロールを失った船は乗り合わせた人の適切な指示により転覆することなく下流に流され、船は下流の大きく右へ曲流する箇所の大河瀬にある「タッポの岩」と呼ばれる岩にぶつかって引っ掛かり、騒ぎを聞きつけた近所の人々により岸に引き寄せられ人的被害を出すことなく事なきを得た。鉄線はより太いものに交換されたが、この事故は地域に衝撃をもたらし、橋の架設を望む声を大きくした。また、この事故により井戸側に新たに水神碑が設立された。
1971年（昭和46年）に渡船場の近傍の蓬莱島周辺に県の公共施設である「老人母子保養施設 白鳥荘」（2006年廃止）が建設され、人の往来が盛んになり、それに伴う橋架設の期待が持たれたが、橋の架設には至らなかった。
1973年（昭和48年）井戸地区より渡船を利用して小学校に通っていた児童の一人が学級会で「環境も大切だが危険な渡し船を廃止して安全な橋を架けてください」と架橋を要望し、担任の指導で当時の畑和埼玉県知事に手紙を送った。1か月後に学校に知事より手紙が届き、学級の一同が驚いた。知事の回答は、あの場所は長瀞渓谷と呼ばれる国の天然記念物であり、無闇に橋を架設することは自然環境を破壊してしまうので現状では難しい、というものであった。翌年である1974年（昭和49年）の埼玉県主催の環境週間記念作文の募集があり、その児童は教師の指導の下、渡船の体験談などを書き綴った「渡し船と環境保全」という題名の作文を応募し、審査の結果最優秀作品である県知事賞を受賞し、後の会合である「環境週間記念の集い」の場で表彰式が行われ、県知事などの同席のもと、作文が朗読された。
この作文は県を動かし、景観を損なうことなく橋の架設はできないか調査・検討が県文化財保護室により行われるようになり、この事は朝日新聞などの当時のマスコミの注目を集めた。
一方現地でも同じ年に井戸・風布・本野上地区を中心とした「金石橋建設促進期成同盟会」が結成され、町および県に陳情書を提出するなどして橋の早期建設を求めた。
その後、皆野・長瀞水道企業団による荒川を横断する上水道の安定供給を図るための送水管を建設する水管橋構想が浮上した。1976年（昭和51年）に具体的な検討に着手し、用地買収における地主との交渉の他、行政管理庁長官に陳情書を提出した。
陳情書に記されていた橋の原案はアーチ橋であったが、文化庁の指示で桁橋に修正され、名勝長瀞の現状変更の許可が長官より下り、県からの橋梁の塗色についての指示や河川保全区域内工作物の新築許可など、様々なハードルをクリアして1978年（昭和53年）永久橋の着工認可が下り、1928年の昭和橋計画から実に50年後に200メートル下流側の位置に水管橋に形を変えて実現の運びとなった。
橋の施工は荒川ライン下りが運行終了するのを待って1978年（昭和53年）11月に着工し、下部工である橋脚の建設に着手した。橋の施工（上部工）は川田工業（現、川田テクノロジーズ）が担当した。現場の地質は長瀞特有の硬い岩盤なため、技術的には特に難しい工事とは言えなかった。橋は着工から2年4ヶ月後の1981年（昭和56年）3月竣工された。総工費は2億2610万円であった。橋の通水式（開通式）は同年5月23日午前10時に挙行され、渡り初めは長瀞・皆野両町長や、滝上県出納長ら関係者のほか、長瀞第一小学校の五・六年児童たちが結成した鼓笛隊も出演、春の小川を演奏しながらパレードが行なわれた。

### 開通後の運用
橋の照明灯は竣工当時は高欄照明が設置されていたが老朽化により後に撤去され、代わりに上流側の高欄に照明柱を立てた道路照明灯に交換されている。また、町長より水管橋に車道橋を併設する提案が出されたことがあった。
1990年（平成2年）3月に平成に元号が改元されたのを記念して、その記念事業として渡船の偉業を後世に伝えるべく、井戸・風布地区により「金石の渡し」の記念碑が渡船小屋の跡地に設立された。碑文には渡船の歴史やその運営、水管橋の架設について記されている。また、1990年（平成2年）度に劣化した橋桁の塗装工事を実施した。
2009年（平成21年）架橋から27年が経過し、橋面の舗装工事を実施した。また、橋の定期点検を実施し長寿命化修繕計画を策定して長寿命化対策工事を実施し、橋桁、高欄、照明灯の改修工事を行った。2010年（平成22年）、金石水管橋の塗装の塗りかえが実施された。

## 周辺

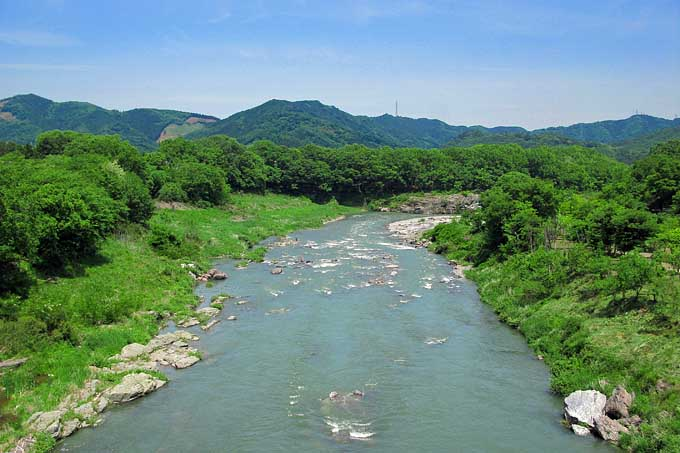
金石水管橋より下流方向を望む。

橋の周囲は1924年（大正13年）に国の名勝及び天然記念物に指定された長瀞渓谷で、埼玉県立長瀞玉淀自然公園の第一種特別地域の区域に位置している。河岸は三波川変成帯で岩肌が目立ち、堆積段丘地形も見られる。橋付近の地質は緑色片岩のほか赤鉄片岩や黒色片岩も見られる。 その岩の地層には鉱脈があり黄鉄鉱や黄銅鉱や自然銅を含んだ10センチメートル程の層が存在し、鉱石採掘跡の穴が見られる。「金石」の名の由来はこの和銅産出の様子からと言われている。付近で放散虫の化石が発見されていることからジュラ紀の地層と考えられている。橋の西詰の通りは北桜通りと呼ばれ、沿線に約600本の桜が植樹され、桜のトンネルを作り出している。また、橋周辺は長瀞における紅葉の名所の一つである。
- 蓬莱島公園 - 長瀞八景の一つ[42]。東側に荒川の河道跡があり、文字通り昔は島（中州）であった[38]。
- 日本一の甌穴 - 下流側に存在する。
- 水神碑 - 渡船場の道の井戸側と本野上側にそれぞれ1基ずつ所在する。
- 大黒岩 - 橋の下流にあり、輪郭が大黒様の様に見えるためそう名付けられた[38]。
- 銅の試掘坑跡 - すぐ上流側に存在する。
- 鶴沢 - 荒川の支流
- 北桜通り - 長瀞の桜の名所の一つ（日本さくら名所100選）
- 野上駅
- 長瀞町立長瀞第一小学校
- 長瀞綜合博物館 - 2013年3月31日閉館[43]
- 長瀞オートキャンプ場
- 法善寺 - 秋の七草寺の一つ。しだれ桜がある。
- 女郎寺 - 秋の七草寺の一つ。
- 真性寺
- 梅ヶ枝の井 - 井戸地区の名前の由来である井戸がある[44][45]。

## その他
- 金石水管橋は埼玉県のぐるっと埼玉サイクルネットワーク構想に基づき策定された「自転車みどころスポットを巡るルート」の「秩父七福神を回るルート」や「ぐるっと長瀞周回ルート」の経路に指定されている[46]。

## 風景

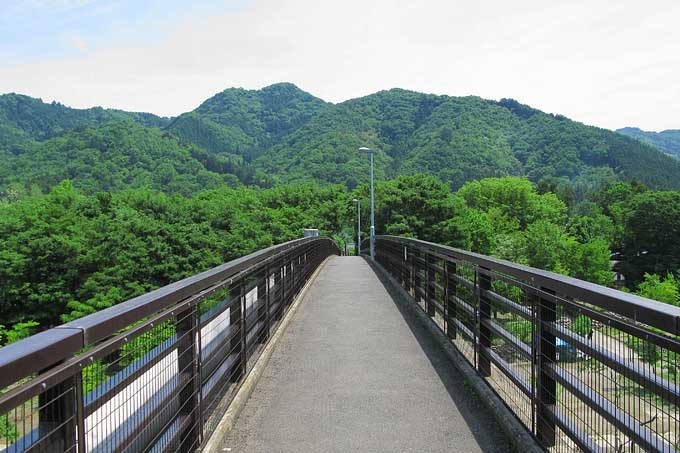
右岸側方向を望む
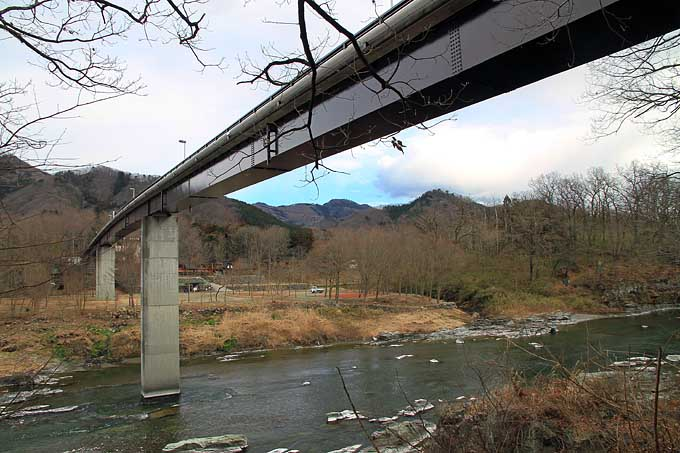
左岸下流側より望む。
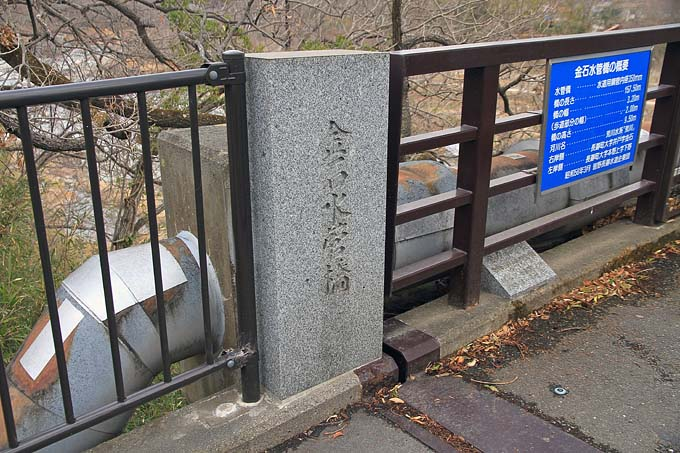
左岸側親柱。傍に石碑やパネルが設置されている。
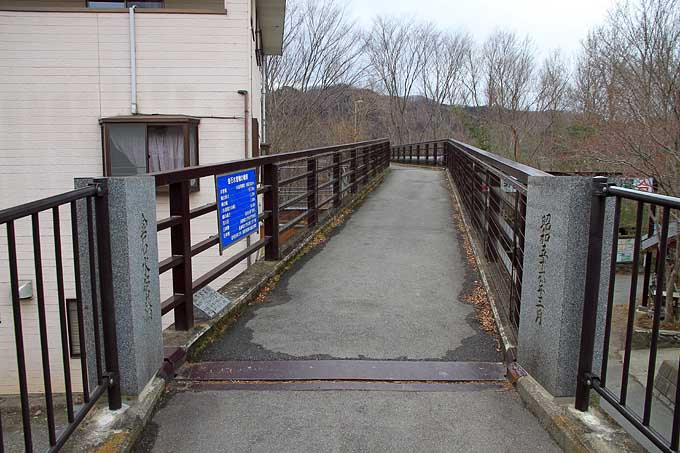
右岸側橋詰より望む。
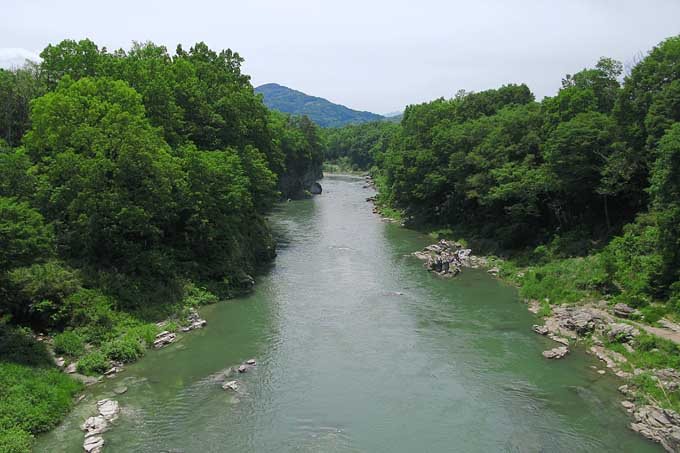
金石水管橋より上流方向を望む。
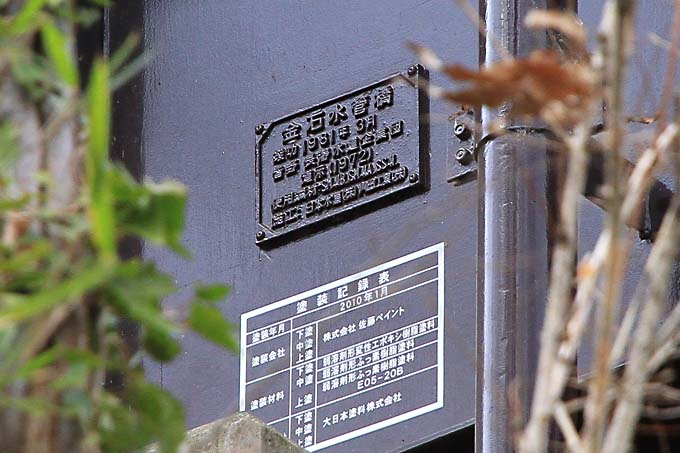
金石水管橋の橋歴板。

## 隣の橋
- 荒川

（上流） - 親鼻橋 - 荒川橋梁 - 金石水管橋 - 高砂橋 - 白鳥橋 - （下流）